# Jurij Gering
Jurij Gering, tudi Georg Gering, Joerg Gerin, ljubljanski župan v 16. stoletju.
Gering je bil župan Ljubljane med letoma 1524 in 1526, ko ga je nasledil Pongrac Lustaller.  